# Anelaphus pumilus
Anelaphus pumilus là một loài bọ cánh cứng trong họ Cerambycidae.